# Жан-Батіст Карр'є
Жан-Батіст Карр'є (фр. Jean-Baptiste Carrier; 16 березня 1756, Йоле — 16 листопада 1794, Париж) — учасник Великої французької революції, один із комісарів Національного Конвента.

## Біографія
Народився в Йоле, селі неподалік від Оріяка у Верхній Оверні, в багатодітній сім'ї селянина середнього достатку. Відвідував Єзуїтську колегію. У 1779 р. поїхав у Париж вивчати право. Повернувшися в 1785 року, отримав місце прокурора бальї Оріяка. 4 жовтня 1785 р. одружився з Франсуазою Лакеррі, дочкою місцевого купця. 1789 року вступив у Національну гвардію і місцеві відділи Якобінського клубу і клуба Кордельєрів.
1792 року був обраний до Конвенту від департаменту Канталь. Долучився до монтаньярів. Після повернення контролю над Фландрією їздив туди як комісар Конвенту. Голосував за страту  короля. 9 березня 1793 року сприяв створенню Революційного трибуналу без права апеляції, підтримавши пропозицію депутації від Паризької комуни на чолі з П'єром Гаспаром Шометом. Одним з перших зажадав арешту колишнього герцога Орлеанського. Активно брав участь у вигнанні  жирондистів, після чого влітку їздив до Нормандії для боротьби з бунтівниками-федералістами. 8 жовтня 1793 року прибув в Нант для придушення вандейського заколоту з найбільш широкими повноваженнями.

## Комісар у Нанті
У в'язницях Нанта до того часу перебували тисячі полонених вандейців, священиків і т. д. А місто відчувало сильні труднощі з продовольством. До того ж серед заарештованих почалися епідемії (шигельозу, тифу тощо), від яких заражалися тюремники і медики. На нараді Карр'є з міською революційною радою було вирішено винищити полонених. У розправах активно брав участь добровольчий загін, який назвав себе «ротою Марата». Крім уже традиційного гільйотинування та масових розстрілів у тюрмах, Карр'є придумав новий спосіб — «потоплення» (noyade): полонених саджали в плоскодонну барку, вивозили вночі на середину Луари і там, відкривши люки, топили судно. Він сам назвав такий спосіб «вертикальною депортацією». Перше «потоплення» відбулося в ніч з 16 на 17 листопада (26—27 Брюмера), і сам Карр'є доповів про нього Конвенту:

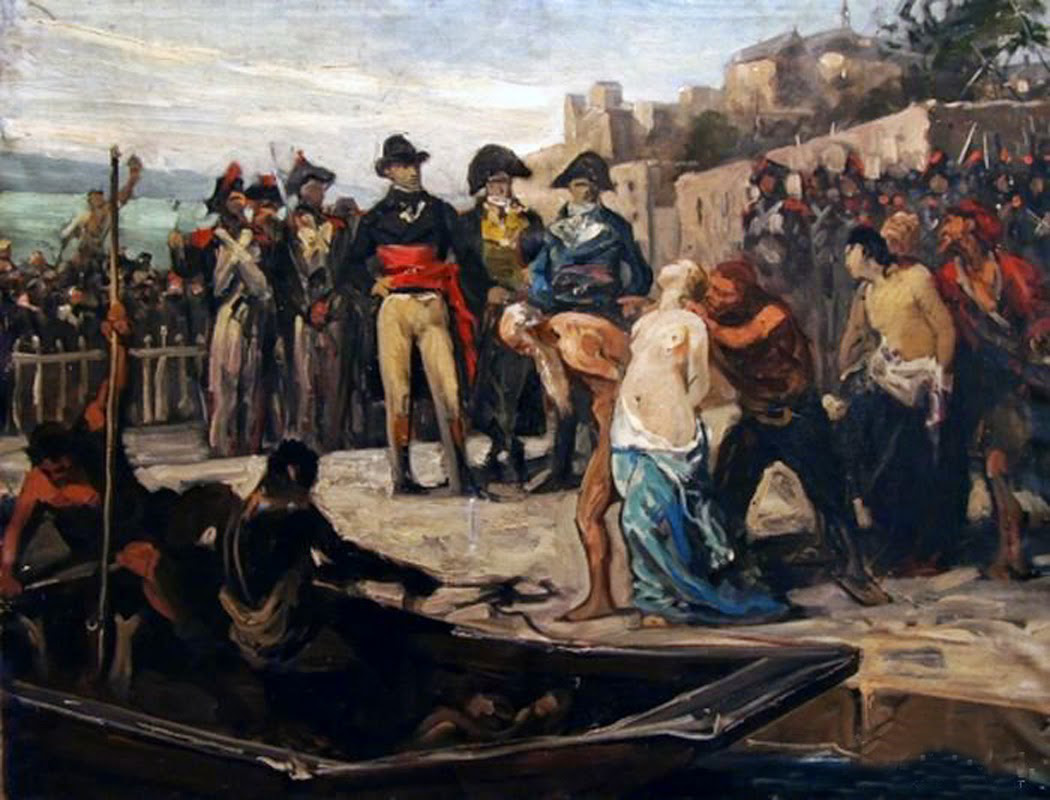
Потоплення в Нанті в 1793 році. Картина Жозефа Обера (1882). Музей мистецтва та історії Шоле.

Подія іншого роду зменшує число священиків: 82 з числа тих, кого ми називаємо непокірними, були замкнені в барці на Луарі; я тільки що дізнався, і звістка ця є абсолютно точною, що всі вони загинули в річці.

У донесенні від 25 Фрімера він повідомляв про 58 священиків, завершивши повідомлення словами:
 Що за революційний потік ця Луара?!.

Всього таких «потоплень» було близько шести, кількість їхніх жертв різні історики оцінюють від двох до дев'яти тисяч. Карр'є приписують також інші звірства: так звані «республіканські шлюби», коли двох засуджених різної статі пов'язували голими разом і кидали в річку, оргії з вимушеною участю «підозрілих» тощо, але документальні підтвердження цього не знайдено. Так чи інакше, з тринадцяти тисяч ув'язнених загинуло десять, у тому числі близько двох тисяч було гільйотиновано або розстріляно, а близько трьох тисяч померло від тифу та інших хвороб.
Стягувані Карр'є податки і реквізиції в місті підривали торгівлю. Він звинувачував колег в помірності і вимагав жорстокіших репресій; генералу Нікола Аксо він писав: «Вам наказано спалювати будинки всіх заколотників, вбивати всіх їх жителів і реквізувати всі припаси». Врешті агент Комітету громадського порятунку Жюльєн з Парижа, який побував в Нанті, викрив його діяльність в листі до Робесп'єра від 4 лютого 1794 року. 8 лютого 1794 (20 Плювіоза II року) Карр'є був відкликаний з Нанта.

## Падіння Карр'є
У Парижі Карр'є став секретарем Конвенту. Побоюючись за своє життя, він долучився до термідоріанців і підтримав Термідоріанский переворот (27-28 липня 1794). Але йому не пощастило з організованим ним процесом над нантськими нотаблями, відправленими до Парижа ще в листопаді для суду за досить надуманими звинуваченнями. Процес відбувся 22—28 фрюктидора II року (8—14 вересня 1794). Мало того, що в новій ситуації обвинувачені були виправдані, але вони перетворилися на обвинувачів і дали свідчення, що викривали Карр'є та революційний комітет Нанта (склад якого до того часу вже змінився). Карр'є, що з'явився на процес, захищався дуже незграбно і тим погіршив своє становище; незабаром він сам потрапив під суд. У своє виправдання він дуже яскраво описав численні звірства вандейців, а також заявив, що якщо він винен, то разом з усім Конвентом: «Тут все винне, все, аж до дзвіночка голови!» Проте 26 фрімера III року (16 грудня 1794 р.) його гільйотинували на Гревській площі.